# Barentsøya
Barentsøya er en ø som er en del af arkipelaget Svalbard. Den er placeret imellem Edgeøya og Spitsbergen, og dækker et samlet areal på 1.288 km2 hvoraf knapt halvdelen (558 km2) er dækket af en gletsjer. Øen er opkaldt efter den hollandske opdagelsesrejsende Willem Barents (som i virkeligheden aldrig så øen). Der er ikke bosat mennesker på Barentsøya, men der lever mange isbjørne på øen.
Mod nord, i sundet mellem Barentsøya og Spitsbergen, ligger Kükenthaløya. I syd ligger Freemansundet mellem Barentsøya og Edgeøya.
På halvøen Frankenhalvøya findes en gammel fangsthytte, som ikke længere er i brug, men området har været brugt som depot for helikopterbrændstof under tælling af isbjørne.
Fra Frankenhalvøya er det let at komme til det indre af øen, mens det andre steder kan være vanskeligt, fordi høje klipper skal passeres.
Isbræen Besselbreen udmunder i Dorstbugten. Den har de sidste år trukket sig mange kilometer tilbage, så Kap Bessel, som ligger øst for bræens udmunding, (i 2007) er helt forandret i forhold til, hvad kortene viser. Det skyldes, at næsset udelukkende består af løst materiale, som vaskes ud i havet.
I Dorstbugten er der et stort fuglefjeld, som mest er tilholdssted for rider.  
Bugten er et sikkert sted at observere isbjørne på nært hold i deres yngleperiode. Nogle cirkulerer rundt på øen på jagt efter mad, mens andre holder fast til under fuglefjeldet og atter andre okkuperer de mindre øer som f.eks. Engeløya.
- Monolit og klippe i nordenden af Barentsøya, set fra hytten i Frankenhalvøya
- Hytte i Frankenhalvøya
- Hytte i Frankenhalvøya
- Fuglefjeld ved Dorstbugten på østsiden af Barentsøya. Grønt græs er et sikkert tegn på fuglefjeld